# Žabljak (Kroatië)
Žabljak is een plaats in de gemeente Barilović in de Kroatische provincie Karlovac. De plaats telt 79 inwoners (2001).